# Адибо, Полсон
Саид Полсон Адибо (англ. Saiid Paulson Adebo; 3 июля 1999, Фармингтон, Мичиган) — профессиональный американский футболист, выступающий на позиции корнербека. Игрок клуба НФЛ «Нью-Орлеан Сэйнтс». На студенческом уровне выступал за команду Стэнфордского университета. На драфте НФЛ 2021 года был выбран в третьем раунде.

## Биография
Саид Полсон Адибо родился 3 июля 1999 года в Фармингтоне. Один из трёх детей в семье Полин Доминго, эмигрировавшей в США из Бенина. Говорит на французском и английском языках. Старшую школу Адибо окончил в Мансфилде в штате Техас. Он выступал за её футбольную и баскетбольную команды, занимался лёгкой атлетикой. Он играл на позициях корнербека и принимающего, дважды включался в сборную звёзд округа по версии газеты Dallas Morning News. В 2017 году его включили в состав сборной звёзд школьного футбола США. На момент выпуска он входил в число лучших атлетов страны по версии Scout, ESPN поставили Адибо на девятое место среди лучших молодых ресиверов.

### Любительская карьера
В 2017 году Адибо поступил в Стэнфордский университет. Первый сезон он провёл в статусе освобождённого игрока, тренируясь с командой, но не участвуя в матчах. В футбольном турнире NCAA он дебютировал в 2018 году, сразу же став игроком стартового состава. Он сыграл тринадцать матчей, став лучшим в NCAA по защите против паса. За сезон Адибо сбил 20 передач и сделал четыре перехвата. По итогам года его включили в состав сборной звёзд конференции Pac-12.
В сезоне 2019 года Адибо сыграл в девяти матчах, пропустив концовку из-за травмы. Он сделал 33 захвата и четыре перехвата, сбил десять пасов. Летом 2020 года перед стартом турнира он рассматривался как претендент на ряд индивидуальных наград, но в октябре объявил, что играть не будет и сосредоточится на подготовке к драфту НФЛ.

#### Статистика выступлений в NCAA
| Сезон | Команда           | Игры | Захваты | Захваты | Захваты | Захваты | Захваты | Перехваты | Перехваты | Перехваты | Перехваты | Перехваты | Фамблы | Фамблы | Фамблы | Фамблы |
| Сезон | Команда           | Игры | Solo    | Ast     | Tot     | Loss    | Sk      | Int       | Yds       | Y/R       | TD        | PD        | FR     | Yds    | TD     | FF     |
| ----- | ----------------- | ---- | ------- | ------- | ------- | ------- | ------- | --------- | --------- | --------- | --------- | --------- | ------ | ------ | ------ | ------ |
| 2017  | Стэнфорд Кардинал | —    | —       | —       | —       | —       | —       | —         | —         | —         | —         | —         | —      | —      | —      | —      |
| 2018  | Стэнфорд Кардинал | 13   | 46      | 18      | 64      | 5,0     | 0,0     | 4         | 45        | 11,3      | 0         | 20        | 0      | 0      | 0      | 1      |
| 2019  | Стэнфорд Кардинал | 9    | 23      | 10      | 33      | 0,0     | 0,0     | 4         | 4         | 1,0       | 0         | 10        | 0      | 0      | 0      | 3      |
| 2020  | Стэнфорд Кардинал | —    | —       | —       | —       | —       | —       | —         | —         | —         | —         | —         | —      | —      | —      | —      |
| Всего | Всего             | 22   | 69      | 28      | 97      | 5,0     | 0,0     | 8         | 49        | 6,1       | 0         | 30        | 0      | 0      | 0      | 1      |

### Профессиональная карьера
Перед драфтом НФЛ 2021 года аналитик сайта draftscout.com Кори Сили отмечал опыт игры Адибо в персональном и зонном прикрытии, его подвижность, хорошую скорость, способность играть блицы. К минусам он относил нестабильность игрока, излишнюю агрессивность, которую он показывал в некоторых эпизодах, и ошибки, допускаемые при переходе к зонной схеме прикрытия.
На драфте Адибо был выбран клубом «Нью-Орлеан Сэйнтс» в третьем раунде под общим 76 номером. В июне он подписал четырёхлетний контракт. Перед началом регулярного чемпионата его рассматривали как игрока резерва, но после ряда травм других игроков, завершения карьеры Патриком Робинсоном и дисквалификации Брэдли Роби, Адибо был включён в стартовый состав на первый матч сезона. В игре против «Грин-Бэй Пэкерс» он провёл на поле 100 % розыгрышей и отличился перехватом.

#### Статистика выступлений в НФЛ

##### Регулярный чемпионат
| Сезон | Команда           | Игры | Захваты | Захваты | Захваты | Захваты | Захваты | Перехваты | Перехваты | Перехваты | Перехваты | Перехваты | Фамблы | Фамблы | Фамблы | Фамблы |
| Сезон | Команда           | Игры | Solo    | Ast     | Tot     | Loss    | Sk      | Int       | Yds       | Y/R       | TD        | PD        | FR     | Yds    | TD     | FF     |
| ----- | ----------------- | ---- | ------- | ------- | ------- | ------- | ------- | --------- | --------- | --------- | --------- | --------- | ------ | ------ | ------ | ------ |
| 2021  | Нью-Орлеан Сэйнтс | 13   | 43      | 7       | 50      | 3       | 0,0     | 2         | 33        | 16,5      | 0         | 4         | 0      | 0      | 0      | 0      |
| Всего | Всего             | 13   | 43      | 7       | 50      | 3       | 0,0     | 2         | 33        | 16,5      | 10        | 4         | 0      | 0      | 0      | 0      |

* На 18 декабря 2021 года